# Kelvin Graham
Kelvin John Graham (ur. 27 kwietnia 1964) – australijski kajakarz. Dwukrotny brązowy medalista olimpijski.
W igrzyskach brał udział dwukrotnie (O 88, IO 92), na obu zdobywał medale. W 1988 był trzeci w kajakowej dwójce na dystansie 1000 metrów, partnerował mu Peter Foster. Cztery lata ponownie był trzeci, tym razem w kajakowej czwórce. Wspólnie z nim płynęli Ramon Andersson, Ian Rowling i Steven Wood.